# فرودگاه توسو-لو-نوبل
فرودگاه توسو-لو-نوبل  (به انگلیسی: Toussus-le-Noble Airport) یک فرودگاه با کد یاتا TNF است که یک باند فرود آسفالت دارد و طول باند آن ۱۰۵۰ متر است. این فرودگاه در کشور فرانسه قرار دارد و در ارتفاع ۱۶۴ متری از سطح دریا واقع شده است.